# 6437 Stroganov
6437 Stroganov è un asteroide della fascia principale. Scoperto nel 1987, presenta un'orbita caratterizzata da un semiasse maggiore pari a 2,8985665 UA e da un'eccentricità di 0,0448407, inclinata di 2,05860° rispetto all'eclittica.